# GFAP SQUAD
GFAP SQUAD（ジーエフエーピースクワッド）は、リーダーのGFAP（ジーエフエーピー）を中心とする国内外のメンバーから成る覆面のヒップホップクリエイター集団。

## 概要
国内外の多種多様な分野にて活動する面々が在籍しており、ビートメイカー/MC/シンガー/楽器隊/DJ/映像監督/デザイナー/エンジニアに至る。原則として一切顔出しをしていない。衣装面でのサポートはX-Large。機材面でのサポートはベスタクス。

## メンバー
- GFAP
- Jasus
- Franco
- Ray
- MC 1231
- Superbaby
- Jeff
- Aftershock
- Gerald
- Zack
- Marcy8
- Spiritual Yogi
- D.O.D Hope
- DJ Toki
- DJ Anything a.k.a MS Mania
- Shin

等

## イベント出演
- 2012年7月27日、フジロックフェスティバルの岩盤ステージにてGFAPがDJとして出演
- 2013年8月13日、B BOY PARKのメインステージにてGFAP SQUAD名義でMC数名とDJがライブ出演。

## 作品
- 2012年10月11日
  - iTunes等の各配信サイトにて1st Singleとなる「Cocaine Muzik」(prod.GFAP)をリリース。MV映像は海外の大手動画サイトにて「青少年への悪影響」等を理由に即刻削除された。※現在は国内の動画サイト等を中心にダイジェストのみ視聴可能。
- 2012年11月17日
  - iTunes等の各配信サイトにて2nd Singleとなる「The Diss Song」(prod.GFAP)をリリース。リリースと同時期に各国の動画サイトにて大胆なメッセージ性を含む内容のMV映像を公開したが、多くのサイトにて即刻削除・削除命令が出された。※現在は動画サイトによる視聴は不可。
- 2012年12月12日
  - 前述の2つのSingle曲の配信・後述の1st Albumの発売を記念し、メンバーとゆかりのあるデザイナー達やメンバー内のデザイナーによるOfficial Tシャツ数種をホームページ内にて限定販売[1]。※現時点で全てのデザイン/カラーのTシャツがSOLD OUT。
- 2013年5月17日
  - 1st Album「The Album」をリリース。制作元はNew World Production/配給元はファイルレコード[2]。そこへ収録されている楽曲にてフィーチャリングしているアーティストとしてはアメリカのヒップホップにおいて名高いHAVOC（モブ・ディープ）,Pharoahe Monch,Cassidy,Krazy Drayz(of Das EFX)の4組がラインナップ。それらのコラボ楽曲を含む収録曲全てのビートメイカー/ミキシングをGFAPが担当。※同作のマスタリングには、近年のデス・ロウ・レコードの買収、コールドプレイ・ドレイク等の楽曲を手掛けた事で知られるカナダのLiberty Studiosが担当。経緯等は一切不明。
- 2014年9月25日
  - 3rd Singleとなる「Blueprint」(prod.GFAP)をリリース。同曲にはアメリカのヒップホップ界のレジェンド「Nice&Smooth」のGreg NICEがフィーチャリングされている[3]。
- その後、GFAPのSoundCloud上でジェイ・Zやスウィズ・ビーツとの「Come on Baby」で知られるSaigon、BIG L/Lord Finesse/Diamond D/O.C./Showbiz/A.Gの所属する「D.I.T.C」のBuckwild等との音源が続々公開されていたがGFAPのロサンゼルス移住に伴い実質的にグループとしての活動は休止している。[4]。

## USENでのインタビュー企画
- 2013年5月から、USENにてGFAPの選曲した10曲のプレイリスト/コメントの公開と共に自身らの楽曲「Cocaine Muzik」がヘヴィー・ローテーションされる[5]。

## GFAPのソロ活動
GFAPは2015年以降はロサンゼルスに拠点を移しており、カナダの映画にてビートが採用されたり、映画「ワイルド・スピード EURO MISSION」サウンドトラックのJinの楽曲の一部レコーディング/制作に携わる他、エミネムのLIVE DJも務めていたりUSにて自身の番組を持つ人気DJのKAYSLAYやウータン・クランのメンバーであるU-ゴッドらがGFAPのビートを採用したり等、ビートのクオリティに定評のあるGFAPはグループでの活動休止後もソロ名義で楽曲を発表している。CMや企業WEB等のヒップホップと異なる楽曲提供の際はGFAP名義ではなく様々な別名義を使用している。
- 2015年3月11日にマイアミのDJキャレドのレーベル「We The Best Music Group」のアーティストであるNino Brownと共同で「GFAP/N.B.A.P feat. Nino Brown(DJ Khaled's We The Best Music Group)」[7]を発表。その後、同曲はUSのDJ IcebergとDJ Reddy Rellのミックステープシリーズ「HIP HOP TXL」に収録され、Datpiff内の月間チャート『Hot This Month』/週間チャート『Hot This Week』/デイリーチャート『Today's TOP』の全てにランクイン[8]。
- 2015年9月11日にDef Jamの「DEF SQUAD」のメンバーであるKeith Murrayと共同で「GFAP/Def Bounce feat. Keith Murray(DEF SQUAD)」[9]を発表。その後、同曲はアメリカのDJ Jazzのミックステープ「I Am Hip Hop」に収録され、Datpiff内にて同じく週間チャート『Hot This Week』/デイリーチャート『Today's TOP』にランクイン[10]。
- 2016年2月11日、故BIG PUN、ファット・ジョー/レミー・マーの所属で知られる「TERROR SQUAD」の一員であるアルマゲドンと共同で「GFAP/Terror Shit feat. Armageddon(TERROR SQUAD)」[11]を発表。
- 2018年7月11日、エミネムが創設したレーベルシェイディー・レコード所属のアーティストでエミネム自身もメンバーの1人である「D12」のビザールと共同で「GFAP/Crack Epidemic feat. Bizarre of D12」[12]を発表。その後、同曲もミックステープシリーズ「HIP HOP TXL」に収録され、Datpiff内にて同じく週間チャート『Hot This Week』/デイリーチャート『Today's TOP』にランクイン。[13]
- 2018年9月11日にRZA,GZA,Method Man,レイクウォン,ゴーストフェイス・キラー,Redman等のソロでも活躍しているMCが所属しているウータン・クランメンバーで故オール・ダーティー・バスタードの息子であり現在同グループのメンバー/MCであるYoung Dirty Bastardと共同で「GFAP/Wu-Cominatcya feat. Young Dirty Bastard」[14]を発表。その後、同曲もミックステープシリーズ「HIP HOP TXL」の続編に収録[15]。
- 2019年3月20日、ヒップホップ・レーベルであるDuck Down Recordsに所属するMC勢とGFAPの共同制作の楽曲のスタジオでのレコーディング風景をSNS上で発表。正式なリリース予定日は未定[16]。
- 2019年4月10日にMTV制作で日本でもHuluで放送がスタートしたアメリカの恋愛リアリティ番組「Siesta Key」[17]主演の俳優/モデル/MCのBrandon Gomesとの制作過程をSNS上で発表[16]。同じくBrandon GomesもSNS上で「今一番お気に入りのプロデューサーであるGFAPと楽曲を制作している。凄くHotな仕上がりになっているから今後のリリースやドラマ内でのパフォームを楽しみにしていてくれ」と投稿[18]。